# Клиффорд, Джек
Джек Клиффорд (англ. Jack Clifford, родился 12 февраля 1993) — английский регбист, выступавший на позициях фланкера и восьмого; известен по играм за «Харлекуинс» из чемпионата Англии.

## Семья
Родился в Брисбене. Отец — кениец, мать — англичанка. Учился в школе Тиллингбурн и Гилдфордской королевской гимназии.

## Клубная карьера
В возрасте 11 лет Клиффорд начал играть за команды «Крэнли Мини» и «Кобэм», в возрасте 13 лет поступил в академию «Харлекуинс». Играл с 13 лет за клуб «Кобэм», с которым пять лет не знал поражений. В сезоне 2011/2012 играл за клуб «Илинг Трэйлфайндерс» в Национальной лиге 1, дебютировал 7 января 2012 года матчем против «Джерси Редс». В «Эшер» перешёл в следующем сезоне также на правах аренды. За «Харлекуинс» дебютировал в ноябре 2012 года матчем против «Нортгемптон Сэйнтс», завершившемся победой «арлекинов» со счётом 31:30. В 2013 году вернулся в «Илинг» на правах аренды с сохранением места в «Харлекуинс» и правом играть в АПЛ.
В ноябре 2015 года Клиффорд впервые вывел команду как капитан на матч против «Кардифф Блюз». Всего он отыграл ровно 100 встреч за «Харлекуинс». В августе 2020 года он завершил игровую карьеру в связи с не залеченной до конца травмой плеча.

## Карьера в сборной
Джек Клиффорд играл за сборные Англии до 18 и до 20 лет, будучи капитаном команд. В 2013 году со сборной Англии до 20 лет выиграть чемпионат мира. В марте 2014 года он был вызван в сборную по регби-7 для участия в матчах этапов Мировой серии по регби-7 в Японии и Гонконге.
В мае 2015 года Клиффорд был вызван во вторую сборную Англии для игры против клуба «Барбарианс» и отметился попыткой, а матч завершился победой англичан 73:12. 13 января 2016 года он получил официальный вызов от Эдди Джонса в основную сборную для подготовки к Кубку шести наций. Дебют Клиффорда состоялся 6 февраля 2016 года в игре против Шотландии, когда на 69-й минуте он заменил Криса Робшоу (англичане победили 15:9). 29 мая того же года он занёс попытку в летнем тест-матче против Уэльса, принеся победу 27:13. Всего Джек сыграл 10 встреч.